# Víctor Paz Otero
Víctor Paz Otero (Popayán, Cauca, 17 de agosto de 1945) es un escritor y sociólogo colombiano. Sociólogo de la Universidad Nacional de Colombia. Mereció el Premio Internacional del libro latino en cuatro oportunidades, reconocimiento también obtenido por los Premios Nobel de Literatura, Gabriel García Márquez, Mario Vargas Llosa e Isabel Allende; ha sido finalista en el Premio Rómulo Gallegos. y nominado al Premio Fil de Literatura en Lenguas Romances en 2016. Con veinticinco obras en su mayoría de novela histórica, es el autor más prolífico de este género en Colombia y probablemente en América Latina.

## Biografía
Fue bautizado como Víctor Hernán Paz Otero. Hijo de Adriano Paz Rebolledo y Angelina Otero Valverde. Abuelos paternos: Gonzalo Paz Urrutia y Josefina Rebolledo, de las primeras familias que habitaron Popayán. Su abuela pertenecía a la noble familia del poeta Rafael Pombo Rebolledo, descendiente del poeta Joaquín Rebolledo que figura en la obra La Poesía en Popayán por Joaquín Ignacio Bustamante, con elogiosos comentarios del poeta Guillermo Valencia. Abuelos maternos: Roberto Otero y Carmen Valverde, de raíces santandereanas, pero nacidos en Popayán. Sus hermanos fueron: Juan Manuel Paz OteroJuan Manuel Paz Otero]], notable economista y escritor, fallecido en 2025 de Eutanasia, el de un humor más fino y de una relación difícil tras su salida del seminario y el intento por ingresar a la guerrilla del cura Camilo Torres, lo que llevó a que las preferencias de la madre se volcaran en Víctor; Rodrigo, Cristina, María del Carmen, Ana Felisa (F.), Dolly Alina (F.) y Olga Inés (F.). Su primera obra se basa en los recuerdos familiares, de forma semejante a Cien Años de Soledad. Rogelio Echavarría, máximo biógrafo y crítico literario de poetas colombianos, dice en su Quién es quién en la poesía colombiana sobre Paz Otero: Primaria y secundaria en su ciudad natal. Ingresa a Sociología en la Universidad Nacional en Bogotá, en un momento de agitación, cuando Camilo Torres tentaba, y se dejaba tentar por la lucha guerrillera. Así influidas resultan sus primeras manifestaciones literarias. Concluidos sus estudios, viajó a Europa, donde vive de cerca la revuelta estudiantil de París del 68. De retorno al país, se vincula a la cátedra universitaria e inicia la lenta y silenciosa construcción de una obra que progresivamente se va desvinculando de sus obsesiones anteriores para profundizar en sus vivencias intimistas y en las metafísicas interrogaciones esenciales. En 1975 publica su primer libro, Poemas de Piel y Tiempo e inicia sus colaboraciones periodísticas en la prensa nacional. En el 80 se conoce su libro Alteraciones, armado con breves frases poético-filosóficas. En 1988 aparece Elementos para una Sociología Impresionista y en 1990, con el mismo título del primero, Poemas de Piel y Tiempo, un libro diferente -en edición bilingüe- pero en la misma línea de exploración poética del que apareció en 1975. En 1996 se incluye uno de sus libros eróticos en la colección Poesía para Amantes. Algunas de sus obras han sido adaptadas a teatro por el dramaturgo Sebastián Ospina Garcés en una gira de Ensamblaje Teatro con más 170 funciones por varios países de América Latina. Después de más de cuatro décadas viviendo en su finca La Metáfora en las afueras de Medellín y en Bogotá, el poeta regresó a su ciudad natal, Popayán.

## Premios nacionales
Víctor Paz Otero nunca se postuló por iniciativa propia para ningún premio nacional. Sin embargo el “Diccionario de Escritores Colombianos” autoría de Luis María Sánchez López da cuenta de que “fue laureado con el Premi0 Nacional de Poesía Guillermo Valencia en 1973”  por su poema “La Gestación y la Muerte”, lo cual constatan las noticias del Diario El Tiempo de la época.

## Premios internacionales
Latino Book Awards en Cuatro Oportunidades
Víctor Paz Otero tampoco se postuló nunca por iniciativa propia para un premio internacional. No obstante la editorial Villegas lo postuló a los PREMIOS ILBA  (International Latino Book Awards), lo que mereció cuatro de estos premios en diferentes categorías por cuatro de sus libros. Los Latino Book Awards reconocen cada año los mejores logros de la literatura hispanoamericana y de habla portuguesa. Son producidos por Latino Literacy Now, una organización cofundada por Edward James Olmos, Kirk Whisler y Reforma, la Asociación Nacional para Promover la Biblioteca Latina y Servicios de Información. Cada año, desde 1997, los Latino Book Awards se anuncian en la BookExpo America, la feria comercial del libro más grande de Estados Unidos. Los premios incluyen diversas categorías. Este mismo premio fue concedido a Isabel Allende, Rudolfo Anaya, Mario Vargas Llosa, Rodolfo Acuña, Gabriel García Márquez, Paulo Coelho, entre otros. Los premios obtenidos por Paz Otero son los siguientes:
- 1.	Premio ILBA - Primer puesto. Categoría: Non-Fiction – Biography – Spanish or Bilingual (2009). Por la obra: Bolívar: delirio y epopeya, Villegas, Bogotá, 2008.[3]
- 2.	Premio ILBA -Primer puesto. Categoría: Historical Fiction – Spanish or Bilingual (2010). Por la obra “Las penumbras del general: vida y muerte de Francisco de Paula Santander”, Villegas Editores, Bogotá, 2009.[5]
- 3.	Premio ILBA -Primer puesto. Categoría: Best Novel – Historical – Spanish or Bilingual (2011). Por la obra: Entre encajes y cadenas: una historia de esclavos y señoritos, Villegas Editores, Bogotá, 2010.[6]
- 4.	Premio ILBA -Primer puesto. Categoría: Mejor libro histórico (2012). Por: Francisco de Miranda: ¿Soñador de absolutos?, Villegas editores, Bogotá, 2011.[7]

Finalista en el XVI Premio de Novela Rómulo Gallegos
El Premio Internacional de Novela Rómulo Gallegos es considerado por muchos el premio más importante de las letras de Hispanoamérica. Fue creado en 1964. Lo obtuvieron los grandes autores del boom latinoamericano, a tal grado que los primeros tres ganadores fueron Mario Vargas Llosa, Gabriel García Márquez y Carlos Fuentes. En 2011 Villegas Editores también postuló solo una vez la obra de Paz Otero al Premio Rómulo Gallegos, siendo finalista con la obra: “Bolívar: delirio y epopeya”. El premio le fue concedido al colombiano William Ospina.
Finalista en el Premio Fil de Literatura en Lenguas Romances
En 2016 fue aceptada la candidatura realizada por Editorial Popayán, División de Proyectos Especiales de Indugráfica de Occidente Ltda. al premio FIL de Literatura en Lenguas Romances en la categoría “Vida y Obra”, siendo premiado el rumano Norman Manea.

## Membresías
Miembro de honor de la Sociedad Bolivariana de Colombia.

## Condecoraciones y distinciones
Paz fue la estrella escogida entre los autores colombianos por Holanda, país invitado especial por la FILBO – Feria del Libro de Bogotá en 2016.
Además de obtener en cuatro oportunidades el Latino Book Award, la obra de Paz Otero aparece en el catálogo Fall 2006, considerado el catálogo más importante del mundo. El autor obtuvo la medalla de la Sociedad Bolivariana de Colombia.
En 2016 fue seleccionado Representante de Feria del Libro de París en Colombia para la escogencia de autores y editores colombianos en la segunda feria más importante de Europa, por gestión de su agente literario Andrés Óliver Ucrós y Licht, junto a su coeditor Guillermo Muñoz Botina .

## Obra publicada
La trayectoria de Víctor Paz Otero es de 42 años (desde 1975 hasta el presente) publicando veinticinco obras literarias (poesía y novela) así como sociológicas:
Poesía
- 1.	Poemas de piel y tiempo, Universidad de Nariño, Pasto, 1975.
- 2.	Poemas de piel y tiempo, ed. bilingüe, editorial Gamacolor, Bogotá, 1990.
- 3.	Textos de la sombra, Taller de edición Rocca, Bogotá, 2009. ISBN 978-958-8545-06-6.

Antologías Poéticas
- 4.	Colección de Poesía Quinto Centenario. Poetas de España y América. N° 51. Fundación para la Investigación y la Cultura. Editorial Tiempo Presente - FICA. Grupo Editorial 87 Ltda. ISBN 958-9480-30-6.
- 5.	Poesía para amantes, Proyecto Editorial, Bogotá, 1996. Dentro de la colección de diez tomos se incluye un tomo perteneciente a la obra poética de Víctor Paz Otero.

Novela
- 6.	La eternidad y el olvido, Plaza & Janes, Bogotá, 1993. ISBN 958-34-0012-2. Segunda Edición Virtual, 2017, por Editor: Andrés Óliver Ucrós y Licht.
- 7.	Naufragio en mi bemol, Plaza & Janes, Bogotá, 1995. ISBN 958-14-0257-8.
- 8.	El tiempo de la culpa, Plaza & Janes, Bogotá, 1996. ISBN 958-14-0276-4.

Novela histórica
- 9.	El demente exquisito: la vida estrafalaria de Tomás Cipriano de Mosquera, Villegas editores, Bogotá, 2004. ISBN 978-958-8293-71-4.
- 10.	La agonía erótica: de Bolívar, el amor y la muerte, Villegas editores, Bogotá, 2005. ISBN 958-8160-92-8.
- 11.	El Edipo de sangre: la vida tormentosa de José María Obando, Villegas editores, Bogotá, 2005. ISBN 958-8160-88-X.
- 12.	Bolívar: el destino en la sombra, Villegas editores, Bogotá, 2006. ISBN 958-8293-14-6.
- 13.	La otra agonía: la pasión de Manuela Sáenz, Villegas editores, Bogotá, 2006. ISBN 978-958-8293-06-6.
- 14.	Bolívar: delirio y epopeya, Villegas, Bogotá, 2008. ISBN 978-958-8293-36-3.
- 15.	Las penumbras del general: vida y muerte de Francisco de Paula Santander, Villegas Editores, Bogotá, 2009. ISBN 978-958-8293-49-3.
- 16.	Entre encajes y cadenas: una historia de esclavos y señoritos, Villegas Editores, Bogotá, 2010. ISBN 978-958-8293-69-1.
- 17.	Francisco de Miranda: ¿Soñador de absolutos?, Villegas editores, Bogotá, 2011. ISBN 978-958-82-93-80-6.
- 18.	Sonata para cuervos lejanos: los rituales de Vincent Van Gogh, Taller de Edición Rocca, Bogotá, 2013. ISBN 978-958-85-45-68-4.
- Traducción al inglés por Editorial Popayán (en talleres).

Sociología
- 19.	Elementos para una sociología impresionista, Universidad Pontificia Bolivariana, Medellín, 1978. Mención de Honor en el concurso René Uribe Ferrer.

Ensayos académicos
- 20.	Cultura de la disolución, elementos para una sociología de la disolución cultural, Universidad Pontificia Bolivariana, Medellín, 2002

Como editor, compilador.
- 21.	Participación comunitaria y cambio social en Colombia. Publicado por UNICEF, CINEP y el Departamento Nacional de Planeación, Editorial Presencia, 1986

Otros
- 22.	Textos de la Sombra. Taller de edición Rocca S.A. Bogotá, 2009. ISBN 978-958-8545-06-6.
- 23.	Alteraciones,  1976.
- 24.	Rituales para profanar el Ego.
- 25.	Un lugar al borde de la nada.

Obra Inédita
- 26.	Imágenes Negras. La Vida Incierta de José Hilario López. En talleres: Editorial Popayán, División de Proyectos Especiales de Indugráfica de Occidente Ltda.
- 27.	Una Mujer Errando en el Pasado. Vida y Obra de Ana María Rebolledo, madre del poeta Rafael Pombo. En talleres: Editorial Popayán, División de Proyectos Especiales de Indugráfica de Occidente Ltda.
- 28.	La Carne es Triste. Novela. En talleres: Editorial Popayán, División de Proyectos Especiales de Indugráfica de Occidente Ltda.
- 29.	Aforismos y Violondrinas. En talleres: Editorial Popayán, División de Proyectos Especiales de Indugráfica de Occidente Ltda. Editor: Andrés Óliver Ucrós y Licht.
- 30.	Un Guerrero Polaco en la Independencia. Vida del Coronel Ferdinand Sirakosky. En talleres: Gobierno de Polonia.
- 31.	Elementos de Incertidumbre o Diccionario de Alteraciones. En talleres: Editorial Popayán, División de Proyectos Especiales de Indugráfica de Occidente Ltda.

## Publicaciones Seriadas: Prensa y Revistas
Además de estas treinta obras que gozan de reconocimiento nacional e internacional, otra parte importante de la obra del maestro Víctor Paz Otero reposa en los diarios y revistas más importantes de Colombia. Paz Otero tiene cerca de 1300 columnas y artículos publicados en los siguientes diarios y revistas:
- 2016-2017.	EL LIBERAL, Popayán.
- 2000-2001.	EL ESPECTADOR, Bogotá.
- 1996-2000.	EL MUNDO, Medellín.
- 1992-1999.	OCCIDENTE, Cali.
- 1976-1999.	EL TIEMPO, Bogotá.
- 1968-1998.	EL LIBERAL, Popayán.
- 1994-1997.	REVISTA DINERO, Bogotá.
- 1978-1986.	EL PUEBLO, Cali.
- 1980-1984.	EL MUNDO, Medellín.

## Crítica literaria
Rogelio Echavarría agrega:
En 1993 da a conocer su primera novela, considerada por la crítica como la mejor que apareció en ese año y sobre la cual dice el crítico francés Jean Louis Lamartinel: Es una maravillosa novela que encarna una lúcida y triunfante síntesis entre lo lírico y lo épico. En 1995, su segunda novela, Naufragio en Mi Bemol. Y en 1996 la novela política Historia de la Culpa. Sobre su poesía piensa el escritor español Jorge Santacoloma: En Víctor Paz la poesía es indagación nocturna donde el esplendor y el silencio de metafísicas metáforas profundizan el misterio y multiplican la belleza. Y Adolfo Bertini escribió en La Nación de Buenos Aires: parece existir en la poesía de Víctor Paz una deleitosa fascinación por los lenguajes y los significados de la piel. Y sin embargo, en sentido estricto, no es el universo de lo erótico lo que define y esencializa esa constante preocupación de su breve y espléndida obra poética, pues la piel aquí es vista, sentida y poetizada como elemento de configuración de todos los interrogantes que asedian al hombre en su parábola y en su tránsito siempre angustioso por el laberinto de la vida y de la historia. Por eso su poética se abre en una hermosa simbiosis combinatoria a ciertas resonancias metafísicas y a cambiantes perplejidades humanas y emocionales que definen los puntos cardinales del drama de la existencia humana.
La obra de Paz Otero ha sido objeto de estudio de numerosos académicos y críticos literarios, entre ellos, de Ricardo Cuéllar Valencia, Jorge Eliécer Pardo, Jorge Zalamea Borda, entre otros.

## Audiovisuales
Paz Otero ha sido entrevistado en numerosos medios nacionales e internacionales a lo largo de décadas. En YouTube puede consultarse el episodio # 53 de “La Máquina del Tiempo”, programa de televisión educativa sobre su obra “Sonata para Cuervos Lejanos”, 2014:
https://www.youtube.com/watch?v=Na06PAF-n0E